# San Diego (Kalifornia)
San Diego az Amerikai Egyesült Államok 8. legnagyobb városa, haditengerészeti kikötő és bázis is egyben, amely Kalifornia (és az USA) legdélnyugatibb szegletében helyezkedik el, a Csendes-óceán partján, az azonos nevű megyében.
San Diego egyik leghíresebb pontja az állatkert, a San Diego Zoo, mely a világon az egyik legnagyobb ilyen intézmény, s közel 800 állat- és növényfaj mintegy 4000 példánya tekinthető meg benne, illetve az ehhez kapcsolódó San Diego Zoo Safari Park, a veszélyeztetett állatfajok széles skáláját vonultatva fel, eredeti élőhelyüket a lehető legnagyobb mértékben rekonstruálva a parkban.
Haditengerészeti bázis révén az amerikai hadiflotta egy része itt állomásozik, köztük két repülőgép-hordozó, több romboló, cirkáló illetve Los Angeles típusú tengeralattjáró, valamint számos más, kisebb hajó is. A helyi bázison található a tengerészgyalogosok két kiképzőhelye közül az egyik. A város tiszteletére négy, különböző típusú hajó is viselte, viseli a „USS San Diego” nevet (jelenleg a LPD-22 jelzésű, 2010-ben vízre bocsátott 25 000 tonnás csapatszállító hajó).

## Történelme

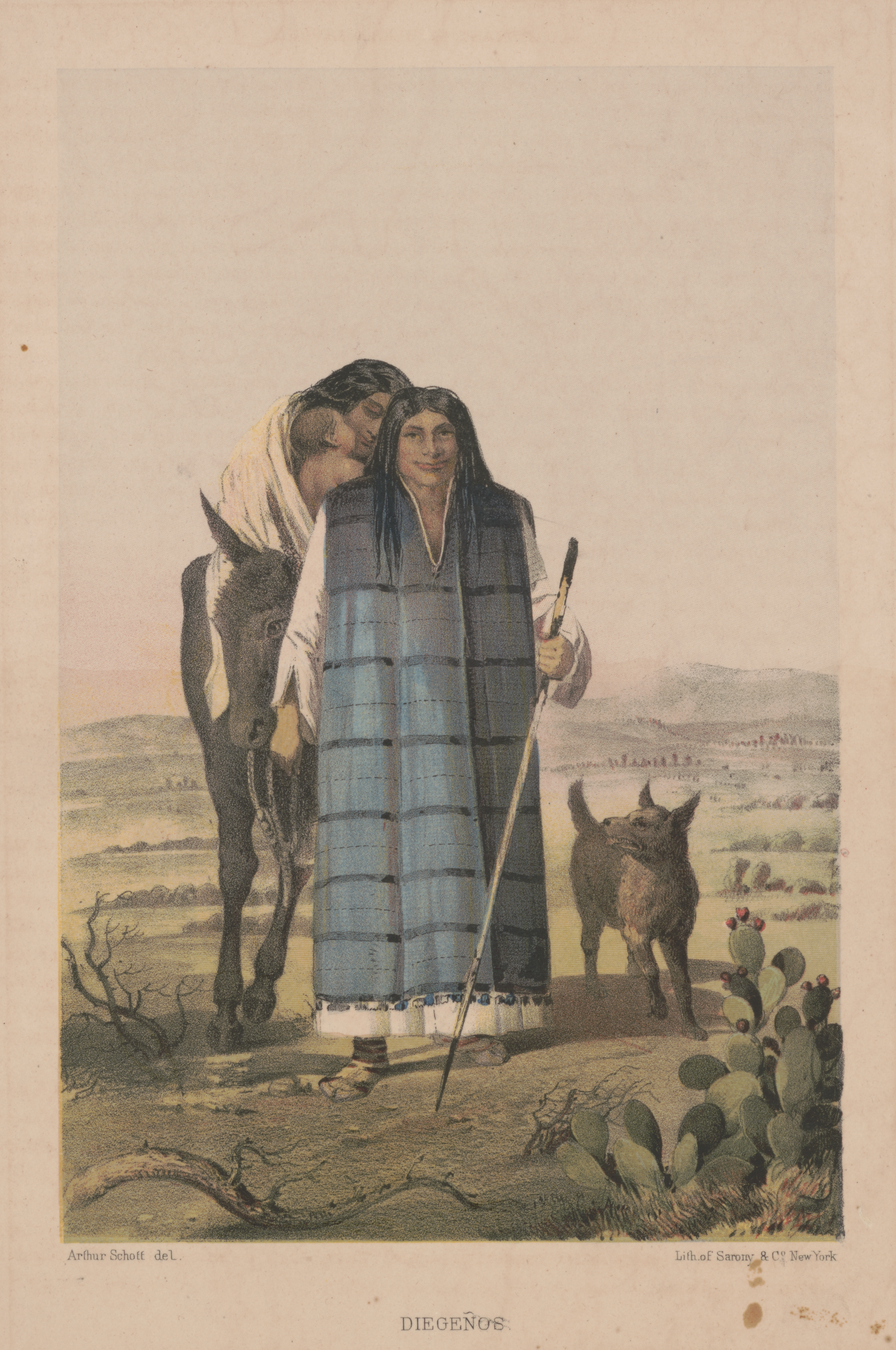
A kumiai törzs élt itt a spanyolok betelepülése előtt

A környéket a kumiai törzs lakta a spanyolok betelepülése előtt. Az első ismert európai, aki a vidékre érkezett, a spanyol zászló alatt hajózó portugál felfedező, Juan Rodríguez Cabrillo volt 1542-ben, aki a spanyol korona számára birtokba is vette. 60 év múlva, 1602. november 12-én a spanyol felfedező Sebastián Vizcaíno hajózta végig a partvidéket. Alcalái Szent Didák (spanyolul San Diego) napján érkezett a mai város környékére, melyet ez alkalomból San Diegónak keresztelt át. Véletlen egybeesés, hogy Vizcaíno zászlóshajójának neve szintén San Diego volt.
A spanyol király megbízásából Pedro Fages ezredes 1769. május 14-én megalapította San Diego királyi erődjét, egy katonai erődítményt, ahonnan irányítani lehetett Kalifornia spanyol gyarmatosítását, kolonizálását. Ezzel San Diego lett az első állandó európai település a mai Amerikai Egyesült Államok Csendes-óceáni partvidékén. Két hónap múlva megérkeztek a Ferences rendi szerzetesek is, akik Junípero Serra vezetésével 1769. július 16-án megalapították Kalifornia első misszióját, a környékbeli indiánok megtérítésére. Ebből hamar kisebb összetűzések kerekedtek az őslakosok és a betelepülők között, melyből kifolyólag a misszió 1774-ben néhány kilométerrel északabbra költözött, a további összetűzéseket elkerülendő. 1797-ben már Kalifornia legnagyobb indián gyülekezetét tudhatta magáénak, mintegy 1400-1500 taggal.
A mexikói függetlenségi háború végén (1821) az újonnan alakult Mexikó állam részévé vált. 1848. február 2-án a mexikói–amerikai háborút lezáró Guadalupe Hidalgó-i béke értelmében (18 250 000 – mai árfolyamon 627 500 000 dollárért) San Diego és Kalifornia északi része, illetve Arizona, Texas, Utah és Új-Mexikó,  valamint a mai Colorado és Wyoming jelentős része együtt az Egyesült Államok fennhatósága alá került. Még meg sem száradt a tinta a papíron és máris özönlöttek az emberek a nyugati partra a néhány nappal a békekötés napja előtt kitört kaliforniai aranyláz következtében, mely révén San Diego is villámgyors fejlődésnek indult. 1885-ben emelkedett városi rangra.
A 20. század első felében két világkiállításnak is otthont adott (1915, 1935). A második világháború után stratégiai szerepe felértékelődött, ekkor költözött ide az amerikai haditengerészet egy része is, jelentős szerepet vállalva a város gazdasági életének fellendítésében. Az 1990-es évek közepe-vége óta egyre inkább fellendülő turizmus új iparágat teremtett, mely egyben új lendületet is adott a hidegháború utáni hadi kiadások hirtelen csökkentése miatt visszaesett gazdaságnak.
A elmúlt egy évben több vesztegetési botrány is megrázta San Diegót, több városvezetőt és helyi politikust is elítéltek, mert csúszópénzeket fogadtak el.

## Demográfia
San Diegón erős mexikói hatás érezhető, jelentős mexikói kisebbséggel, mely egyrészt a város történelméből, másrészt a határ közelségéből adódik. (A határ déli, mexikói oldalán található Tijuana, ami gazdasági szempontból gyakorlatilag egy várost alkot San Diego-val.) Jelentős kisebbség még a portugálok, akik a város alapítása óta jelen vannak már; illetve a 19. század végén, 20. század elején, elsősorban Szicíliából bevándorolt olaszok. Az előbbiek a város Point Loma, míg utóbbiak a Little Italy nevű negyedben élnek legnagyobb számban.
Az újabb migrációs hullámban, a Szovjetunió felbomlása után sokan érkeztek annak egykori tagországaiból (főleg Ukrajnából, Oroszországból, illetve a Kaukázus vidékéről), illetve Görögországból, a Fülöp-szigetekből, Délkelet-Ázsia államaiból, Kínából, Indiából, a csendes-óceáni szigetvilágból, Irakból, Iránból, Libanonból, Törökországból, Brazíliából, Kelet- és Dél-Afrikából, mind mind hozzájárulva a város mai, roppant sokszínű arcának kialakulásához.

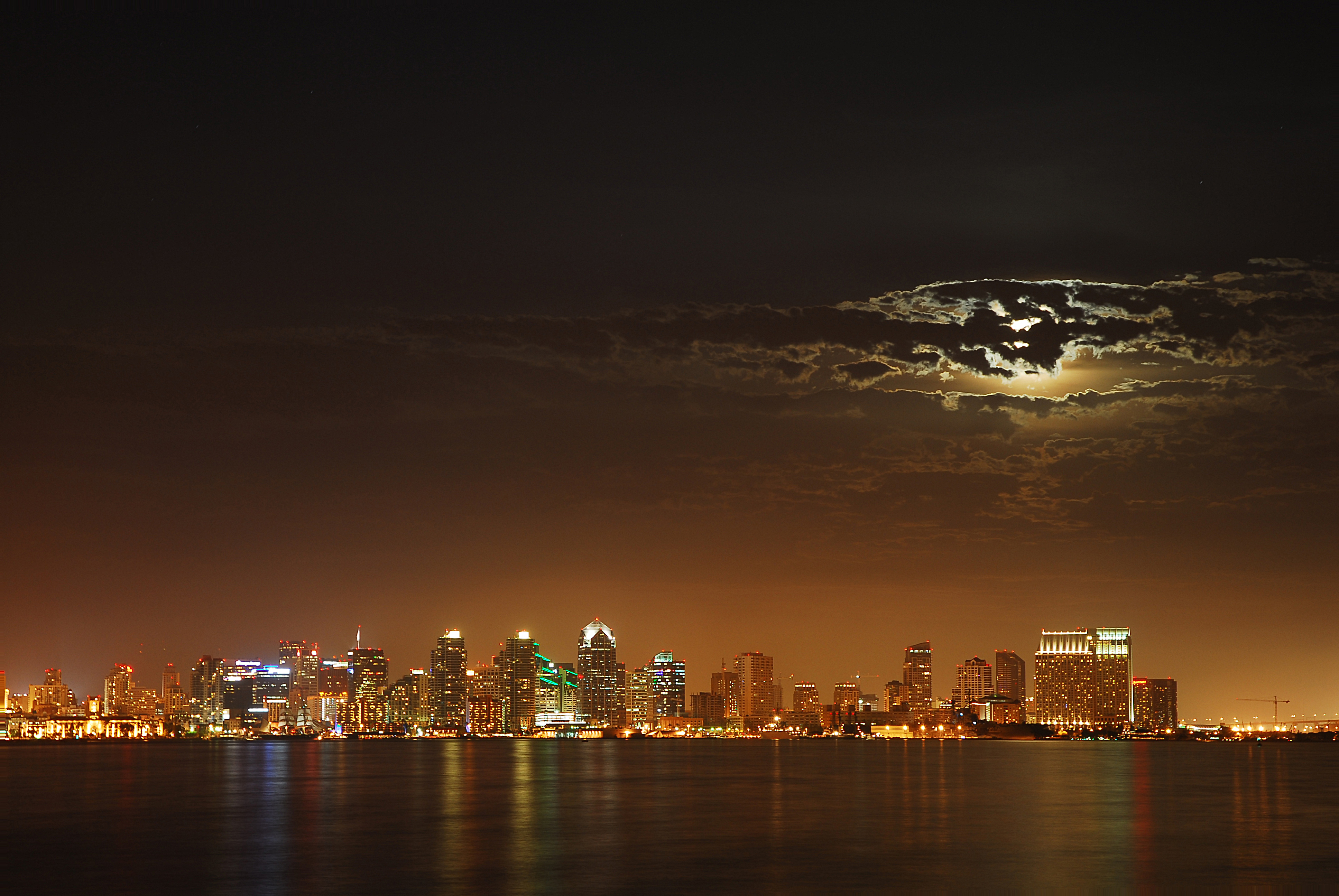
Hold a felhők mögött

A 2000-es népességszámlálási adatok szerint a város lakossága abban az évben 1 223 400 fő volt, akik 271 315 családot alkottak 450 691 otthonban. A népsűrűség 1456,4 fő/km² volt.
Az etnikai összetétel a következő volt:
- Fehér (46,4%)
- Hispán (spanyol) (25,4%)
- más etnikumból (12,4%)
- Fekete (10,8%)
- Filippínó (6,1%)
- Vegyes etnikumú (kettő vagy több) (4,8%)
- Vietnámi (2,2%)
- Kínai (1,9%)
- Más ázsiai etnikumú (1,5%)
- Amerikai őslakos (indián) (1,3%)
- Japán (0,8%)
- Koreai (0,6%)
- Indiai (0,6%)

## Látnivalók
- San Diego Zoo
- San Diego Zoo Safari Park
- Balboa Park – ingyenes kulturális rekreációs központ, közpark
  - Magyar Haz - House of Hungary - Balboa Parkban
- Black's Beach – Amerika legnagyobb nudista strandja
- Little Italy – olasznegyed
- Old Town San Diego State Historic Park – történelmi park, egy skanzen, mely az 1821-72 közötti helyi életet mutatja be
- Presidio of San Diego – az eredeti, spanyolok által alapított erőd romjai
- SeaWorld – tengeri akvárium (szórakoztatópark)
- Mission San Diego de Alcalá – az eredeti misszió romjai

## Neves San Diegó-iak
- Márai Sándor magyar író (1900–1989) 1980-tól itt élt haláláig
- Haraszthy Ágoston

##### Itt született
- Ted Danson színész
- Robert Duvall színész, rendező
- Cameron Diaz színésznő
- Mario Lopez színész, énekes
- Stephanie Seymour szupermodell
- Nick Cannon énekes, színész
- Erik von Detten színész
- Jason Earles színész
- Holly Marie Combs színésznő
- Ariana Berlin sportoló (tornász)
- Caity Lotz színésznő
- Usha Vance jogász, az Egyesült Államok second ladyje

## Testvérvárosai
San Diegónak ma 16 testvérvárosa van.
| - Alcalá de Henares, (Spanyolország) - Campinas, (Brazília) - Cavite City, (Fülöp-szigetek) - Edinburgh, (Skócia) - Dzsalálábád, (Afganisztán) - Jeonju, (Dél-Korea) |  | - León, (Mexikó) - Panamaváros (Panama) - Perth, (Ausztrália) - Tajcsung, (Tajvan) - Tema, (Ghána) |  | - Tijuana, (Mexikó) - Vlagyivosztok, (Oroszország) - Varsó, (Lengyelország) - Jentaj, (Kína) - Jokohama, (Japán) |